# Laburrus handlirschi
Laburrus handlirschi är en insektsart som beskrevs av Matsumura 1908. Laburrus handlirschi ingår i släktet Laburrus och familjen dvärgstritar. Inga underarter finns listade i Catalogue of Life.